# Sunset Boulevard (pel·lícula)
Pel musical d'Andrew Lloyd Webber basat en la pel·lícula, vegeu Sunset Boulevard (musical)
Sunset Boulevard és una pel·lícula estatunidenca de cinema negre estrenada el 1950 que conté elements de drama, thriller i humor negre dirigida i amb guió de Billy Wilder i Charles Brackett, protagonitzada per William Holden i Gloria Swanson.

## Argument
Joe Gillis, un guionista vingut a menys a Hollywood visitarà el seu cap a la Paramount amb un nou guió. La cosa no prospera i Gillis es queda sense el seu contracte. Els pinxos d'un concessionari el persegueixen perquè pagui el seu deute amb un cotxe i en la fugida punxa una roda i entra en una mansió abandonada. Gillis guarda el seu cotxe i quan intenta entrar a la mansió desgavellada, el majordom, Max von Mayerling li demana que passi, que la senyora l'està esperant. La senyora és Norma Desmond, antiga estrella del cinema mut i ara oblidada. Desmond insta a Gillis que llegeixi un guió que ella ha escrit basat en "Salomé".
Desmond li ofereix una enorme quantitat de diners per això, ja que pensa que rellançarà la seva carrera. Desmond obliga Joe a quedar-se a la seva mansió i progressivament es va enamorant d'ell. Li compra roba cara i li regala magnífiques coses. Però Joe està enamorat de Betty Schaefer, una correctora de guions de la Paramount i que té un xicot anomenat Artie. Desmond va a la Paramount per parlar amb Cecil B. De Mille, sobre el seu projecte de "Salomé", que rebutja per ser molt dolent el guió.
A partir d'aquí, la bogeria de Desmond anirà augmentant fins al punt de matar Joe Gillis quan aquest li explica que vol marxar de casa seva. Norma, en estat de xoc després de matar el seu amor, és portada a la presó, però li han de fer creure que està rodant una pel·lícula perquè baixi fins als cotxes de policia que la hi duran.

## Repartiment
- William Holden: Joe Gillis
- Gloria Swanson: Norma Desmond

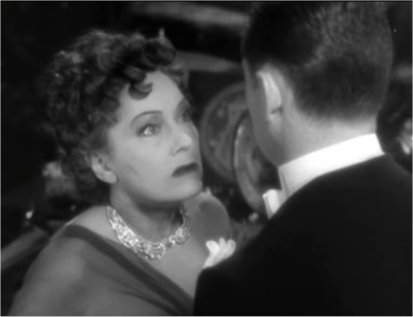
La interpretació de Gloria Swanson

- Erich von Stroheim: Max von Mayerling
- Nancy Olson: Betty Schaefer
- Fred Clark: Sheldrake
- Lloyd Gough: Morino
- Jack Webb: Artie Green
- Franklyn Farnum: El de la funerària
- En els seus propis papers: Cecil B. DeMille, Hedda Hopper, Buster Keaton, Anna Q. Nilsson, H.B. Warner, Ray Evans, Jay Livingston

## Premis i nominacions

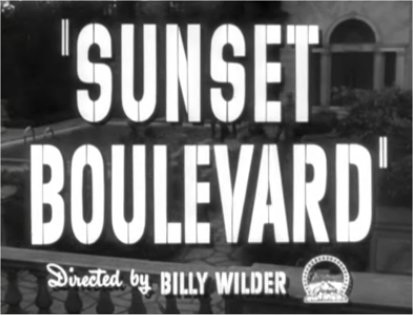
títol de la pel·lícula

### Premis[4]
- 1951: Oscar a la millor direcció artística per Hans Dreier
- 1951: Oscar a la millor banda sonora per Franz Waxman
- 1951: Oscar al millor guió original per Charles Brackett, Billy Wilder i D. M. Marshman JR.
- 1951: Globus d'Or a la millor pel·lícula dramàtica
- 1951: Globus d'Or al millor director per Billy Wilder
- 1951: Globus d'Or a la millor actriu dramàtica per Gloria Swanson
- 1951: Globus d'Or a la millor banda sonora original per Franz Waxman

Wilder i Brackett van guanyar el Writer's Guild of America pel seu guió.

### Nominacions[4]
- 1951: Oscar a la millor pel·lícula
- 1951: Oscar al millor director per Billy Wilder
- 1951: Oscar a la millor actriu per Gloria Swanson
- 1951: Oscar al millor actor per William Holden
- 1951: Oscar al millor actor secundari per Erich Von Stronheim
- 1951: Oscar a la millor actriu secundària per Nancy Olson.
- 1951: Globus d'Or al millor actor secundari per Erich von Stroheim
- 1951: Globus d'Or al millor guió per Charles Brackett, D.M. Marshman Jr. i Billy Wilder
- 1951: Globus d'Or a la millor fotografia (blanc i negre) per John F. Seitz

## Adaptació musical

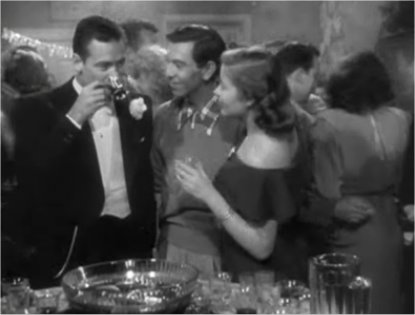
imatge de la pel·lícula

Andrew Lloyd Webber a la producció, Christopher Hampton en el guió i Don Black en la música, van estrenar el 1993 a Londres l'adaptació de la pel·lícula al musical. Un any després, va arribar a Broadway amb Glenn Close al paper de Norma Desmond. El musical es va representar simultàniament a Londres amb Patti Lupone com a Desmond i a Broadway amb Glen Close.